# Stopnie wodne we Wrocławiu
Stopnie wodne we Wrocławiu – stopnie wodne wchodzące w skład wrocławskiego węzła wodnego. We Wrocławiu istnieje duża liczba stopni wodnych, zarówno dużych, związanych z regulacją największej wrocławskiej rzeki – Odry, która na obszarze miasta jest rzeką skanalizowaną, jak i mniejszych oraz zupełnie małych, zlokalizowanych na niemal wszystkich ciekach przepływających przez Wrocław. Wśród zastosowanych rozwiązań zabudowy wrocławskich stopni wodnych, znaleźć można wiele ciekawych i unikatowych rozwiązań technicznych, wartych nie tylko zapoznania się z nimi, ale ich zachowania i odpowiedniej konserwacji. Stanowią one bowiem istotny składnik dziedzictwa technicznego budownictwa wodnego we Wrocławiu. Stąd również zainteresowanie Wrocławskim Węzłem Wodnym, w tym w szczególności stopniami wodnymi Wrocławia, między innymi Fundacji Otwartego Muzeum Techniki.

## Odra
Odra jest największą rzeką przepływającą przez miasto Wrocław, na której od wieków prowadzono różne prace związane z jej regulacją i przystosowaniem do potrzeb żeglugi oraz w celu zabezpieczenia przeciwpowodziowego miasta. Obecny kształt koryt rzeki, jej odnóg i licznych kanałów, jest wynikiem wielu inwestycji podejmowanych w historii Wrocławia, szczególnie w XIX i XX wieku. Wtedy to powstały istniejące do dziś stopnie wodne. Część z nich poddana została w ostatnich latach, szczególnie po powodzi tysiąclecia, która nawiedziła miasto w 1997 roku, odbudowie, przebudowie lub remontowi, w zależności od stopnia ewentualnych zniszczeń, jakie powstały na stopniu podczas powodzi, starzenia się obiektów stopnia, potrzeby dostosowania stopnia do nowych warunków gospodarki wodnej i żeglugi, w ostatnim okresie także turystyki, oraz innych kryteriów. Na Odrze, jej odnogach i kanałach, powstały we Wrocławiu największe stopnie wodne, związane z regulacją przepływów i budową dróg wodnych na potrzeby żeglugi.
| stopień wodny              | jaz                                     | jaz                   | śluza wodna             | śluza wodna            | elektrownia wodna            | elektrownia wodna |
| stopień wodny              | nazwa                                   | odnoga                | nazwa                   | odnoga                 | nazwa                        | odnoga            |
| -------------------------- | --------------------------------------- | --------------------- | ----------------------- | ---------------------- | ---------------------------- | ----------------- |
| Stopień Wodny Opatowice    | Jaz Opatowice                           | Górna Odra Wrocławska | Śluza Opatowice         | Kanał Opatowicki       | N                            | N                 |
| Piaskowy Stopień Wodny     | Jaz św. Macieja                         | Odra Południowa       | Śluza Piaskowa          | Odra Południowa        | N                            | N                 |
| Piaskowy Stopień Wodny     | rynny robocze młynów                    | Kanał Jazu Macieja    | Śluza Piaskowa          | Odra Południowa        | N                            | N                 |
| Piaskowy Stopień Wodny     | Jaz św. Klary                           | Odra Północna         | N                       | Upust powodziowy Klary | N                            | N                 |
| Piaskowy Stopień Wodny     | dwie rynny robocze Młynów Świętej Klary | Upust Klary           | N                       | Upust powodziowy Klary | N                            | N                 |
| Piaskowy Stopień Wodny     | rynny robocze młynów: Maria i Feniks    | Kanał Młyna Maria     | N                       | Upust powodziowy Klary | N                            | N                 |
| Mieszczański Stopień Wodny | Jaz Elektrowni Wodnej Wrocław I         | Odra Południowa       | Śluza Mieszczańska      | Odra Południowa        | Elektrownia Wodna Południowa | Odra Południowa   |
| Mieszczański Stopień Wodny | Jaz Elektrowni Wodnej Wrocław II        | Odra Północna         | Śluza Mieszczańska      | Odra Południowa        | Elektrownia Wodna Północna   | Odra Północna     |
| Stopień Wodny Bartoszowice | Jaz Bartoszowice                        | Kanał Powodziowy      | Śluza Bartoszowice      | Kanał Żeglugowy        | N                            | N                 |
| Stopień Wodny Zacisze      | Jaz Zacisze                             | Kanał Powodziowy      | Śluza Zacisze           | Kanał Żeglugowy        | N                            | N                 |
| Stopień Wodny Różanka      | Jaz Różanka                             | Stara Odra            | Śluza Różanka           | Kanał Różanka          | N                            | N                 |
| Stopień Wodny Szczytniki   | Jaz Szczytniki                          | Stara Odra            | Śluza Szczytniki        | Przekop Szczytnicki    | N                            | N                 |
| Stopień Wodny Psie Pole    | Jaz Psie Pole                           | Stara Odra            | Brama Przeciwpowodziowa | Kanał Miejski          | N                            | N                 |
| Stopień Wodny Psie Pole    | Jaz Psie Pole                           | Stara Odra            | Śluza Miejska           | Kanał Miejski          | N                            | N                 |
| Stopień Wodny Rędzin       | Jaz Rędzin                              | Dolna Odra Wrocławska | Śluzy Rędzin            | Przekop Rędzin         | N                            | N                 |

## Pozostałe rzeki
Oprócz Odry, przez Wrocław przepływają mniejsze rzeki. Są to: Bystrzyca, Dobra, Oława, Ślęza i Widawa. Na wszystkich tych rzekach powstały mniejsze stopnie wodne, obejmujące zwykle jaz, służący sterowaniu przepływem wody przez daną rzekę. Można również spotkać śluzy powodziowe, małe elektrownie wodne czy młyny wodne. Przy obiektach tych często zlokalizowane są różne budowle towarzyszące, np.: kładki oparte na przyczółkach jazu, przepompownie i inne.
| stopień wodny            | rzeka     | rodzaj                  | inne obiekty stopnia     |
| ------------------------ | --------- | ----------------------- | ------------------------ |
| Śluza nr 3               | Oława     | śluza powodziowa        | Kładka Barani Skok       |
| Jaz Małgorzata           | Oława     | jaz                     | Przepompownia Małgorzata |
| Stopień Wodny Marszowice | Bystrzyca | jaz i elektrownia wodna | most jazowy              |
| Stopień Wodny Stabłowice | Bystrzyca | jaz i elektrownia wodna |                          |

## Inne małe cieki
Również małe cieki w mieście, zostały poddane regulacji, często także skanalizowaniu, w dostosowaniu do otaczającej je zabudowy. Większość tych cieków ma charakter melioracyjny. Na wielu z nich znajdują się niewielkie jazy: stałe lub zastawkowe, częściej zastawki. Służą one nie tylko regulacji przepływów, lecz także budowy elementów architektury i zieleni miasta. Przykładem może być ciek Brochówka i niewielki staw w Parku Brochowskim, powstały dzięki budowie niewielkiego stopnia – zastawki piętrzącej wodę.